# Румельхарт, Дэвид
Дэвид Эверетт Румельхарт (англ. David Everett Rumelhart; 1942 — 2011) — американский учёный, сделавший значительный вклад в изучение человеческого сознания и во многом определивший ряд направлений развития  когнитивной науки в 1970-е годы. Научная работа Румельхарта связана с такими направлениями как искусственный интеллект, математическая психология, параллельные вычислительные процессы. Наибольшей научный резонанс получили его работы, связанные с исследованием научения и памяти в семантических нейронных сетях. Представитель коннекционистского подхода в когнитивной науке.

## Биография
В 1963 году получил степень бакалавра в Университете Южной Дакоты. В 1967 году — докторская степень (PhD) в Стэнфордском университете. С 1967 до 1987 преподавал на психологическом факультете Калифорнийского университета, затем перешел в Стэнфордский университет. В 1991 году избран в Национальную академию наук США.
После проявления симптомов болезни Пика в 1998 году, оставил научную деятельность в Стэнфорде и переехал жить к своему брату в Анн-Арбор, штат Мичиган. Ушел из жизни 13 марта 2011 года в Челси, штат Мичиган, в возрасте 68 лет.